# 峰延農業協同組合
峰延農業協同組合（みねのぶのうぎょうきょうどうくみあい、英称：JA Minenobu ）は北海道美唄市に本所を置く農業協同組合である。略称はJAみねのぶ。当農協の主要営業区域は美唄市南部（峰延・光珠内・豊葦等）、三笠市北部（岡山の一部）、岩見沢市東部（峰延・岡山・大願・中小屋等）である。

## 概要
主に稲作を中心に、小麦、ハスカップ、メロン、カボチャ、グリーンアスパラガス、花き等の栽培が盛んである。
- 正組合員数　448名
- 准組合員数　439名

### 沿革
- 1914年（大正3年）　36戸の農家が、前身となる無限責任光珠内峰延購買販売組合設立を設立。
- 1915年（大正4年）　峰延信用購買販売利用組合を設立。
- 1917年（大正6年）　無限責任峰延信用購買販売組合と改め信用事業開始。
- 1940年（昭和15年）　峰延報徳会発足。
- 1947年（昭和22年）　峰延産業協同組合の区域をもって峰延農民組合が生まれる。
- 1948年（昭和23年）　峰延農業協同組合に改組する。
- 1978年（昭和53年）　峰延農協組合長　清水利信氏がJA北海道厚生連会長・JA北海道中央会副会長に就任する。
- 2006年（平成18年）3月27日　北村・栗沢町・旧岩見沢市の合併により、北村区域が岩見沢市区域となる。
- 2007年（平成19年）　小林篤一翁顕彰記念公園建設。
- 2012年（平成24年）4月6日　営業していた店舗「Aコープみねのぶ」を、「コープさっぽろJAみねのぶ店」（生活協同組合コープさっぽろのフランチャイズ店舗）へ転換して再開業[1]。

## 事務所の一覧
カッコ内は所在地
- 本所　美唄市字峰延37番地（峰延町本町）

## 関係する人物
- 小林篤一 -元参議院議員。　現・ホクレン農業協同組合連合会初代会長。1910年（明治43年）、岩見沢市峰延原野に入植。1915年（大正4年）、峰延信用購買販売利用組合を設立し組合長に就任。北海道の農協の生みの親と言われている。
- 清水利信 -元北海道厚生農業協同組合連合会（JA北海道厚生連）会長、元北海道農業協同組合中央会（JA北海道中央会）副会長